# Alstede (Adelsgeschlecht)

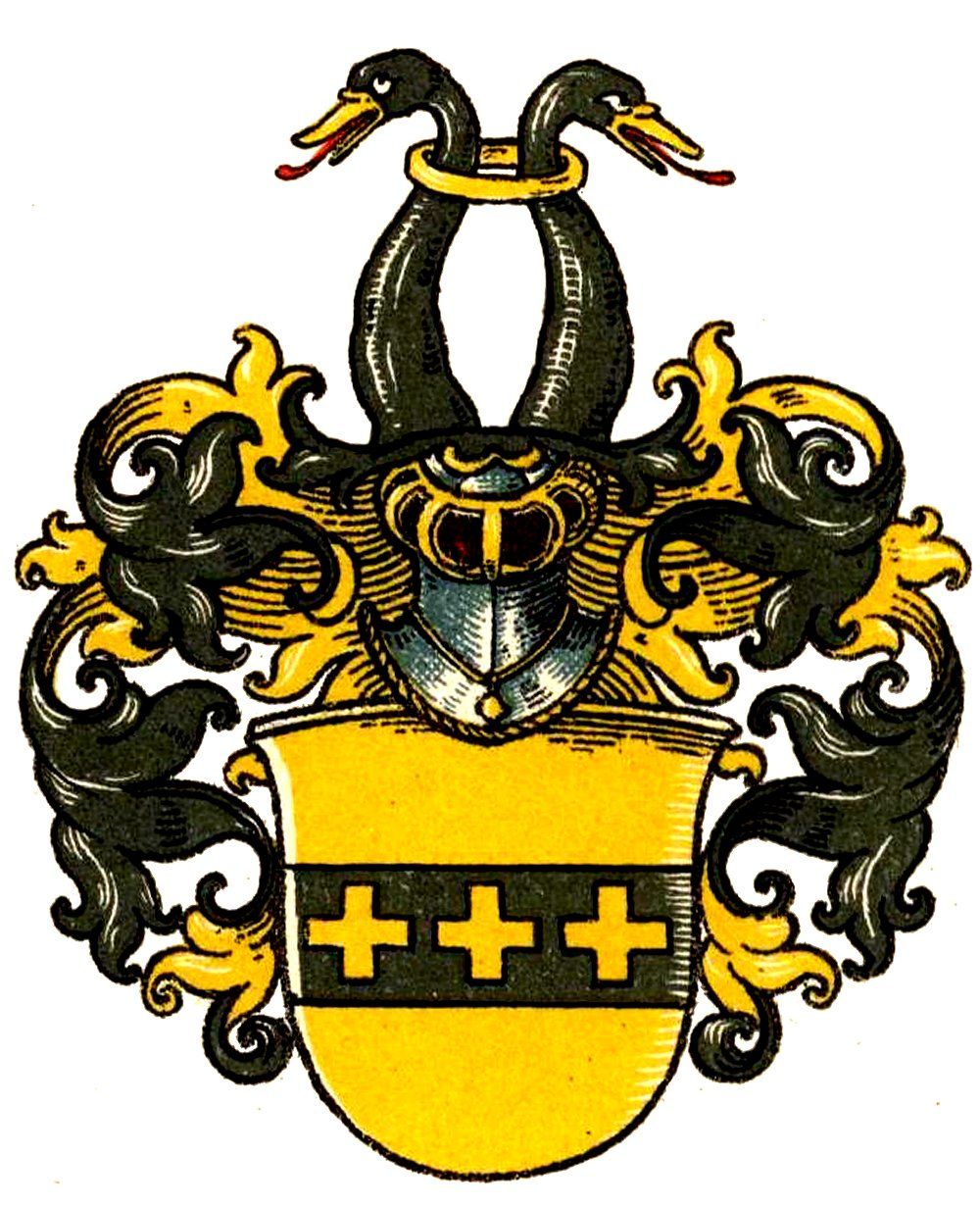
Stammwappen derer von Alstede

Die Herren von Alstede (auch Alstedde, Alstätte und Alstein o. ä.) waren ein westfälisches Adelsgeschlecht.

## Geschichte
Das Geschlecht gehörte der Grafschaft Mark an und hatte seinen Stammsitz Alstedde (Schulte Altstedde zu Sodingen) im alten Kirchspiel Castrop. Weitere Güter des Geschlechts waren Goldschmieding (erscheint schon 1381), Schadeburg und Vellwig, ebenfalls im Kirchspiel Castrop.
Die Brüder Adolph und Richard von Alstede sowie Heinrich von Alstede zu Goldschmeding werden urkundlich 1381 genannt. Weitere Familienmitglieder sind vom 14. bis ins 17. Jahrhundert belegt. Johann von Alstede, Herr zu Schadeburg, war mit Catharina von der Mark (1570) verheiratet, blieb aber ohne Kinder. Mit diesem Johann soll das Geschlecht um 1633 erloschen sein.

## Wappen
In Gold ein schwarzer Balken mit drei goldenen Kreuzen. Auf dem Helm mit schwarz-goldenen Decken zwei schwarze voneinander abgewandte Schwanenköpfe mit goldenen Schnäbeln, die durch einen goldenen Ring zusammengehalten werden.